# Embia minapalumbo
Embia minapalumbo is een insectensoort uit de familie Embiidae, die tot de orde webspinners (Embioptera) behoort. De soort komt voor in Guinee.
Embia minapalumbo werd voor het eerst wetenschappelijk beschreven door Fontana  in 2024.